# Kato Deftera
Kato Deftera es un pueblo de Chipre situado en el distrito de Nicosia, a quince kilómetros al sur de la capital, Nicosia. El pueblo de  Pano Deftera se sitúa a tres kilómetros de distancia.

## Datos básicos
Hay varias versiones en cuanto a la designación de Deftera. La más posible es que se trata del nombre Defteras, es decir, el hombre que mantiene la cuenta de libros (defteria). Otra versión es que viene de la palabra griega "a Defteri", que también significa "defteroma", es decir, el segundo (deftero) arado de los campos. Esta última es la opinión que prevalece hoy.
Hasta 1964, el pueblo estuvo habitado por chipriotas griegos y turcos pero, a diferencia de otros pueblos mixtos, los turcochipriotas nunca adoptaron un nombre alternativo para el pueblo. Ellos afirman que el nombre del pueblo proviene de la palabra "defter", que significa "tenedor de libros", en turco.

## Conflicto intercomunal
Hay largos antecedentes de presencia de población mixta. En el censo otomano de 1831, los cristianos (grecochipriotas) constituían la mayoría de la población (61%). En 1891, este porcentaje aumentó a 66% (107 a 56). A lo largo del período británico, mientras que la población grecochipriota aumentó de forma constante, la turcochipriota fluctuó y, finalmente, desaparece en 1973.
En 1960, cuatro años antes de la salida de los turcochipriotas de la aldea en 1964, la proporción de la población grecochipriota había aumentado a 92,6% (464 a 37).
Durante la guerra civil 1955/59, la población turcochipriota abandonó parcialmente el lugar (21 de 58 dejan el lugar). En 1960, la mitad de ellos regresaron a la aldea, solo para ser desplazados por segunda vez durante los disturbios intercomunales de 1964. Huyeron en enero de ese año y se trasladaron a la sección turca de Nicosia. Ninguno de los turcochipriotas de este pueblo volvieron.
La mayoría de los turcochipriotas de Deftera se dispersaron en todo el norte de Chipre, con una pequeña cantidad en Nicosia.

## Población actual
Actualmente el pueblo está habitado principalmente por sus habitantes grecochipriotas originales y algunos grecochipriotas desplazados que se trasladaron aquí después de 1974.
En noviembre de 1975, algunas de estas personas desplazadas se les dio alojamiento en el sector turco de la aldea. El último censo de 2001 pone la población total de la villa en 1637.Según el censo 2021, habitaban el lugar 2.132 personas.